# 상주생활체육공원
상주생활체육공원(尙州生活體育公園, Sangju Sports Park)은 대한민국 상주시에 있는 체육 시설이다. 축구 경기장 1면, 인라인 스케이트 경기장 1면, 테니스 경기장 3면, 배구 및 족구 경기장 4면, 농구 경기장 1면, 게이트볼 경기장 3면, 스포츠 클라이밍 경기장 1면으로 조성되어 있다.

## 참고 문헌
- 《전국 공공체육 시설 현황 (2017년말 기준)》. 대한민국 문화체육관광부. 2019. 2020년 7월 16일에 원본 문서에서 보존된 문서. 2019년 6월 9일에 확인함.